# Пэмбёф
Пэмбёф (фр. Paimbœuf) — коммуна на западе Франции, находится в регионе Пеи-де-ла-Луар, департамент Атлантическая Луара, округ Сен-Назер, кантон Сен-Бревен-ле-Пен. Расположена в 47 км к западу от Нанта и в 14 км к востоку Сен-Назера на левом берегу реки Луара недалеко от её устья.
Население (2017) — 3 090 человек.

## История
В Средние Века Пэмбёф был рыбацкой деревней на острове у левого берега Луары; впоследствии этот остров стал частью материка. С середины XVII века Пэмбёф становится одним из главных форпостов основного Атлантического колониального порта, каковым в то время был Нант. Поскольку морские суда с большим тоннажем не могли пройти по Луаре до порта Нанта, в Пэмбёфе была организована разгрузка этих судов и перемещение грузов на более мелкие, которые далее двигались вверх по реке. Город быстро растет, обогащаясь на торговле через Атлантику — европейские товары и африканские рабы за американский сахар.
В Пэмбёфе был построен и спущен на воду 1 июля 1810 года фрегат Медуза, потерпевший кораблекрушение 2 июля 1816 года. Дальнейшие попытки пассижиров и экипажа спастись на плоте нашли отражение в знаменитой картине Теодора Жерико Плот «Медузы», нескольких романах и даже оратории.
Во время Революции Пэмбёф был одним из немногих республиканских бастионов в южной Луаре, 12 марта 1793 года жители города отбили атаку вандейцев. В 1801 году город стал центром одного из пяти округов, образованных в департаменте Внутренняя Луара. В период Второй империи стал стремительно развиваться город Сен-Назер, в 1868 году получивший статус супрефектуры, а в 1926 году округ Пэмбёф был упразднен и вошел в состав округа Сен-Назер.
В 1875 году была построена узкоколейная железная дорога Нант-Пэмбёф, а в 1906 году — Порник-Пэмбёф вдоль океанского побережья. Обе железные дороги не выдержали конкуренции с развитием автодорожного сообщения и были закрыты в 1939 году.
В 1915 году в Пэмбёфе был построен химический завод, производивший хлор, серную и азотную кислоту, а также динитрофенол, использовавшиеся в химическом оружии во время Первой мировой войны. В 50-е годы XX века на заводе стали выпускать свинец, добавляемый в бензин. В 1981 году завод был продан компании Elf Aquitaine, в 1996 году производство было остановлено и завод закрыт.

## Достопримечательности
- Неовизантийская церковь Святого Луи конца XIX века
- Маяк в устье Луары 1855 года

## Экономика
Структура занятости населения:
- сельское хозяйство — 0,0 %
- промышленность — 39,2 %
- строительство — 2,1 %
- торговля, транспорт и сфера услуг — 24,0 %
- государственные и муниципальные службы — 34,6 %

Уровень безработицы (2017 год) — 17,1 % (Франция в целом — 13,4 %, департамент Атлантическая Луара — 11,6 %). 

Среднегодовой доход на 1 человека, евро (2017 год) — 18 700 (Франция в целом — 21 110, департамент Атлантическая Луара — 21 910).

## Демография
Динамика численности населения, чел.

## Администрация
Пост мэра Пэмбёфа с 2020 года занимает Раймон Шарбонье (Raymond Charbonnier). На муниципальных выборах 2020 года возглавляемый им левый список победил в 1-м туре, получив 53,68 % голосов.
| Период | Период | Фамилия          | Партия                         | Примечания     |
| ------ | ------ | ---------------- | ------------------------------ | -------------- |
| 1971   | 1977   | Ферреоль Презлен |                                |                |
| 1977   | 1995   | Жан Луазон       | Социалистическая партия        |                |
| 1995   | 2001   | Филипп Кайо      | Союз за французскую демократию |                |
| 2001   | 2014   | Мишель Баюрель   | Социалистическая партия        |                |
| 2014   | 2020   | Тьерри Брютю     | Разные левые                   | директор школы |
| 2020   |        | Раймон Шарбонье  | Разные левые                   |                |

## Знаменитые уроженцы
- Фердинанд Виктор Перро (1808—1841) — французский художник-маринист XIX века, который в последние годы своей жизни работал в столице Российской империи городе Санкт-Петербурге, выполняя, в числе прочего, и заказы русского императорского двора[1].
- Пьер-Мишель-Франсуа Шевалье (1812—1863) — писатель, историк и журналист, редактор еженедельной газеты «Le Figaro».

## Галерея

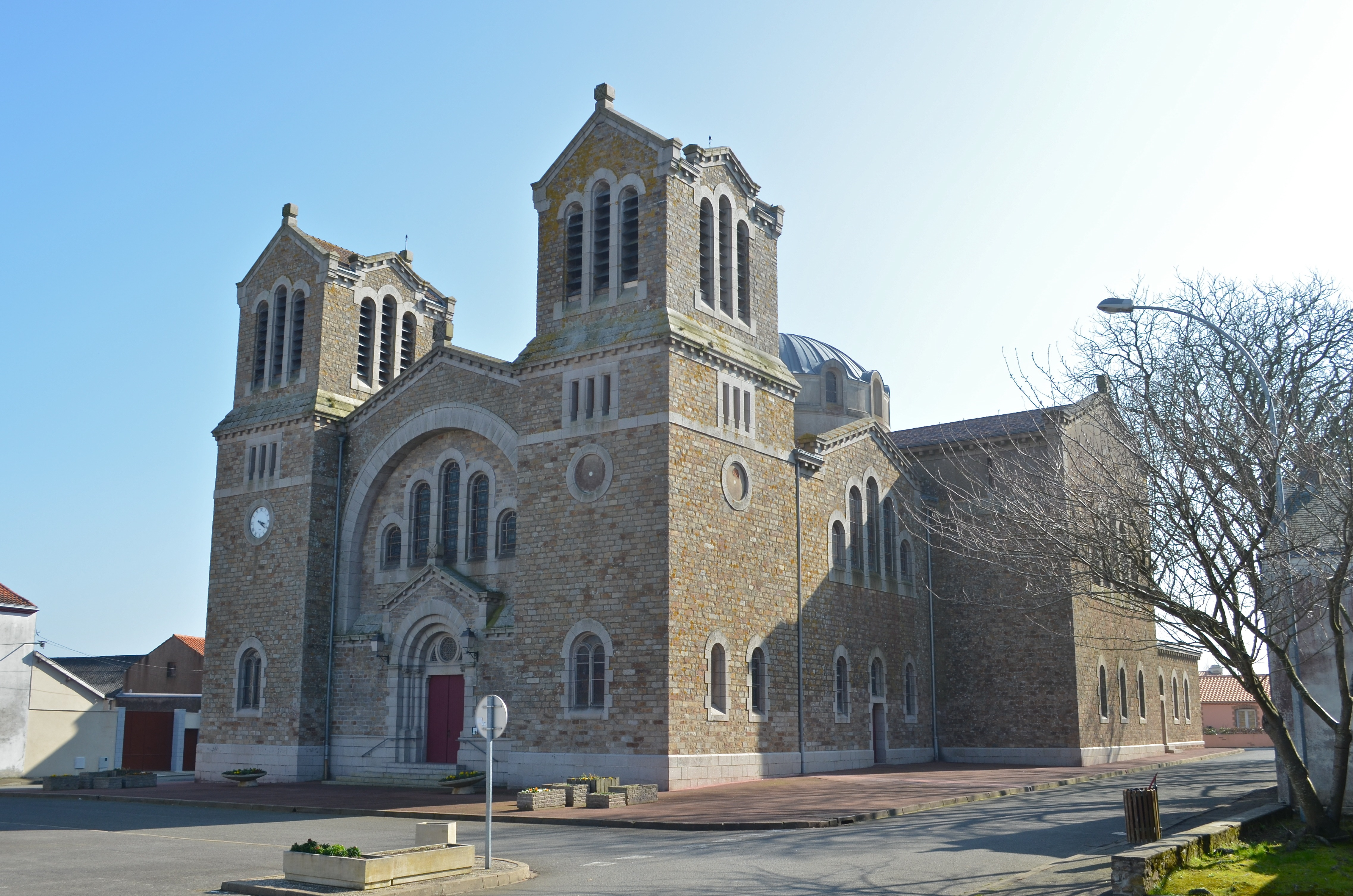
Церковь Святого Людовика
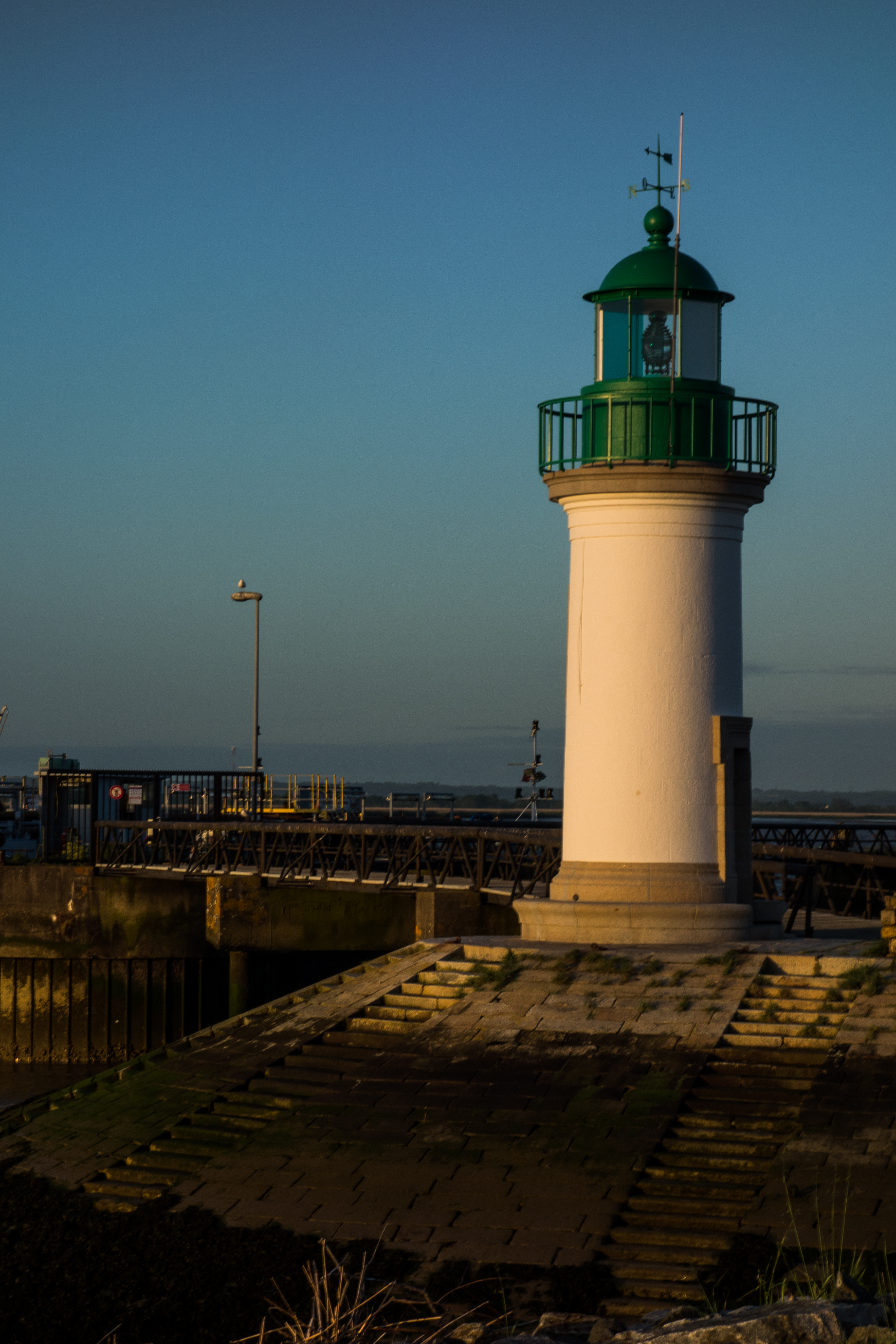
Маяк